# Дуглас, Джеймс, 9-й граф Дуглас
Джеймс Дуглас (англ. James Douglas; ок. 1426—1491), 9-й граф Дуглас и 3-й граф Эйвондейл (1452—1455) — шотландский барон из рода Дугласов, владения которого были конфискованы королём Яковом II, что послужило причиной долгих войн Дугласов с королями Шотландии.
Джеймс Дуглас был вторым сыном Арчибальда Дугласа, 7-го графа Дугласа и 1-го графа Эйвондейла. Первоначально для Джеймса планировалась духовная карьера, он получил образование в Кёльнском университете. Однако убийство королём Яковом II его старшего брата Уильяма Дугласа 22 февраля 1452 года сделало Джеймса новым графом Дугласом, главой дома «Чёрных Дугласов» и лидером мятежа против короля Якова II.
В марте 1452 года отряды Джеймса ворвались в крепость Стерлинг, в присутствии короля граф Дуглас совершил церемонию отказа от повиновения вероломному сюзерену и сжёг город. Это продемонстрировало приверженность Дугласа традиционным рыцарским нормам, которые для наступившего кризиса в отношениях короля и крупной аристократии были уже устаревшими. Тем не менее сторонники «Чёрных Дугласов» подняли мятеж против Якова II на севере и западе Шотландии. Сам граф Дуглас обратился за поддержкой к королю Англии.
Однако вскоре инициатива перешла к королю: ему удалось заручиться поддержкой шотландского парламента и сплотить вокруг себя среднее дворянство, недовольное влиянием крупной аристократии. Королевская армия вторглась во владения Дугласов и вынудила графа пойти на примирение с Яковом II. По условиям соглашения 22 августа 1452 года Дуглас соглашался на прощение участников убийства его брата и обязался не заключать союзов с другими магнатами. За это король уступал графу земли в западном Галлоуэе и давал согласие на брак Дугласа с наследницей Галлоуэя.
В марте 1455 года, воспользовавшись отстранением от власти в Англии союзника Джеймса Дугласа Ричарда, герцога Йоркского, король Яков II возобновил борьбу с Дугласами. Королевские войска заняли часть владений графа и разрушили несколько его замков. Джеймс был вынужден бежать в Англию. Вскоре войска Дугласов были разбиты в битве при Аркингольме, а их сторонники в Шотландии казнены. Созванный по инициативе Якова II парламент утвердил обвинение Дугласа в государственной измене и принял решение о конфискации навечно всех владений графа Джеймса.
Оказавшись в Англии, Джеймс Дуглас перешёл на службу к английскому королю, который использовал графа для вмешательства во внутренние дела Шотландии. В 1462 году Дуглас и лорд Островов заключили Вестминстерский договор с королём Англии Эдуардом IV, в соответствии с которым, в случае завоевания англичанами шотландского королевства Дуглас и лорд Островов получали во владение всю Северную Шотландию. Встав во главе английских войск, Дуглас предпринял ряд походов на приграничные регионы Шотландии, завершившихся, впрочем, без особого успеха.
В 1475 году граф Дуглас участвовал в походе Эдуарда IV во Францию. Позднее он встал во главе политики английских королей по формированию в Шотландии оппозиции королевской власти и вступил в переписку с рядом шотландских баронов, недовольных правлением Якова III. За голову Дугласа король Шотландии даже назначил специальное вознаграждение, а любые контакты с ним стали приравниваться к государственной измене. В 1483 году, воспользовавшись мятежом шотландских магнатов против короля, Дуглас вместе с герцогом Олбани возглавили английское вторжение в Шотландию. Однако в июле 1484 года Дуглас был пленён в Лохмабене одним из шотландских дворян и выдан королю Якову III. Граф был помещён в аббатство Линдорес.
После вступления на престол Шотландии короля Якова IV в 1488 году Дуглас был прощён, ему назначили пенсион из государственной казны, однако владения не вернули. В 1491 году Джеймс Дуглас, последний представитель дома «Чёрных Дугласов», скончался.